# Pyrameis unholtzi
Pyrameis unholtzi är en fjärilsart som beskrevs av Bang-haas 1943. Pyrameis unholtzi ingår i släktet Pyrameis och familjen praktfjärilar. Inga underarter finns listade.